# Brenda Fruhvirtová
Brenda Fruhvirtová (Praga, República Checa,  2 de abril de 2007) es una tenista profesional de la República Checa.
Fruhvirtová tiene un ranking de individuales WTA más alto de su carrera, No. 96, logrado el 29 de enero de 2024. También es No. 549 en dobles, con un ranking WTA más alto de su carrera, logrado el 30 de enero de 2023.
Es la hermana menor de la tenista profesional Linda Fruhvirtová.